# Zeuxine dhanikariana
Zeuxine dhanikariana är en orkidéart som beskrevs av Maina, Lalitha och Puthenpurayil Viswanathan Sreekumar. Zeuxine dhanikariana ingår i släktet Zeuxine och familjen orkidéer.
Artens utbredningsområde är Andamanerna. Inga underarter finns listade i Catalogue of Life.